# August Ernst von Kamptz
August Ernst von Kamptz (* 3. September 1757 in Klein-Varchow; † 24. Juni 1817 in Karlsbad) war ein preußischer Generalmajor und Kommandant der Festung Cosel.

## Leben

### Herkunft
Seine Eltern waren Joachim Ernst von Kamptz (1717–1780) und dessen Ehefrau Sabine Helene Luise, geborene von Kamptz (1719–1766) aus dem Haus Drakow. Der Vater war Herr auf Deven und Varchow.

### Militärkarriere
Kamptz besuchte ab 1. Juli 1770 das Kadettenhaus in Berlin. Am 28. März 1774 kam er als Gefreitenkorporal in das Infanterieregiment „von Kleist“ und wurde dort am 16. November 1774 Fähnrich. Während des Bayerischen Erbfolgekriegs 1778/79 nahm er am Gefecht bei Jung-Buchau teil. Nach dem Krieg wurde Kamptz am 5. Dezember 1781 zum Sekondeleutnant befördert und versah ab 26. Mai 1790 seinen Dienst als Generaladjutant bei seinem Regimentschef Raumer. Bei der Zweiten Teilung Polens sollte das Korps Raumer Danzig und Weichselmünde besetzen. Dieses war mit den dortigen Behörden bereits vorbereitet; dennoch kam es zu Widerständen. Kamptz gelang es aber, die Städte einzunehmen. Zudem konnte er sich beim Gefecht am Neugärtner Tor auszeichnen. General Raumer schickte ihn mit der Erfolgsmeldung nach Berlin zum König. So wurde er am 12. April 1793 direkt zum Kapitän von der Armee befördert. Mit der Ernennung Raumers zum Gouverneur von Danzig wurde Kamptz Adjutant des Gouvernements. Am 13. September 1797 kam er dann als Kompaniechef in das Infanterieregiment „de Courbière“. Dort wurde er am 6. Juli 1802 zum Major befördert und am 2. März 1803 zum Bataillonskommandeur ernannt.
Während des Vierten Koalitionskrieges kämpfte Kamptz bei der Verteidigung von Danzig und erlitt durch einen Säbelhieb eine Kopfverletzung. Am 4. Mai 1807 wurde er mit dem Orden Pour le Mérite ausgezeichnet. Am 22. Januar 1808 wurde er als Kommandeur zum 2. Westpreußischen Infanterie-Regiment versetzt und übernahm am 4. Oktober 1808 in gleicher Eigenschaft das 1. Westpreußische Infanterie-Regiment. Daran schloss sich ab 14. März 1810 eine Verwendung in Kolberg an. Hier war Kamptz mit der Führung der Geschäfte als Kommandant beauftragt. Er blieb dem 1. Westpreußischen Infanterie-Regiment zugeordnet, schied aus diesem am 9. Juni 1810 aus. Am 1. Oktober 1810 wurde er zum Oberstleutnant befördert und am 4. Dezember 1811 zum 2. Kommandanten von Kolberg ernannt. Den gleichen Posten bekleidete Kamptz ab 15. Februar 1812 in Cosel. Im Jahr darauf wurde er am 4. Juni zum Oberst befördert und am 22. November 1813 wurde er zum 1. Kommandanten von Cosel ernannt. Mit einem Patent vom 3. Juni 1815 folgte am 31. Mai 1815 seine Beförderung zum Generalmajor. Kamptz erkrankte 1816 an den Folgen seiner Kopfverletzung und erhielt am 2. März 1817 Urlaub, um sich in Karlsbad zu erholen. Dort verstarb er am 24. Juni 1817.

### Familie
Kamptz heiratete am 1. Juli 1788 in Brandenburg an der Havel Charlotte Agnes Friederike Brandt von Lindau (1763–1832) aus dem Haus Schmerwitz. Sie war geschieden von Ferdinand Johann Ernst Adolf von Rohr (1752–1819). Die Ehe mit Kamptz wurde am 22. Juni 1797 geschieden. Sie heiratete 1798 den damaligen Kapitän und späteren General Karl Ludwig von Wuthenau (1767–1821). Sie hatte bereits zwei Söhne: Ferdinand Karl fiel 1806, der zweite Ferdinand wurde General der Infanterie und preußischer Kriegsminister.
Nach der Scheidung von seiner ersten Frau heiratete er am 16. September 1798 in Bartenstein Caroline Juliane de l’Homme de Courbiere (1776–1843), jüngste Tochter des Generalfeldmarschalls Wilhelm René de l’Homme de Courbière. Das Paar hatte mehrere Kinder, darunter:
- Henriette Ernestine (1799–1863) ⚭ 1817 Ferdinand Wilhelm Freiherr von Boenigk (1792–1851), Oberst[2]
- Caroline Ernestine (1801–1885) ⚭ Adolf Hans von Velten († 1863), Hauptmann, Herr auf Schwusen
- Sophie Juliane Ernestine (1804–1882) ⚭ Gottfried von Boenigk (1797–1860), preußischer Generalmajor
- Wilhelm Adolf Ernst (1807–1889), preußischer Generalmajor

⚭ 1838 Luitgarde Hulda Ferdinande Henriette de l’Homme de Courbiere (1820–1844)
⚭ 1846 Johanne Ernestine von Velten (1825–1902)